# Tantilla miyatai
Tantilla miyatai — вид змій родини полозових (Colubridae). Ендемік Еквадору.

## Поширення і екологія
Tantilla miyatai відомі з типової місцевості, розташованої в районі Пуерто-Кіто в провінції Пічинча, на висоті 150 м над рівнем моря. вони живуть у вічнозелених рівнинних лісах.